# Sciaiani
Sciaiani è una contrada del comune di Villa Castelli in provincia di Brindisi situato sulle basse murge.

## Luoghi d'interesse
- Masserie fortificate costruite tra il Seicento e la fine di fine Ottocento
- trulli e cappelle votive.

## Economia
Sono presenti numerose aziende agricole: si coltivano olivi, con produzione di olio DOP, viti, mandorli, cereali, ortaggi e vi si allevano polli, conigli, tacchini, maiali e pecore.
Fiorente è il settore agrituristico, che punta sulla biocompatibilità.